# Инцидент у ворот Сакурада

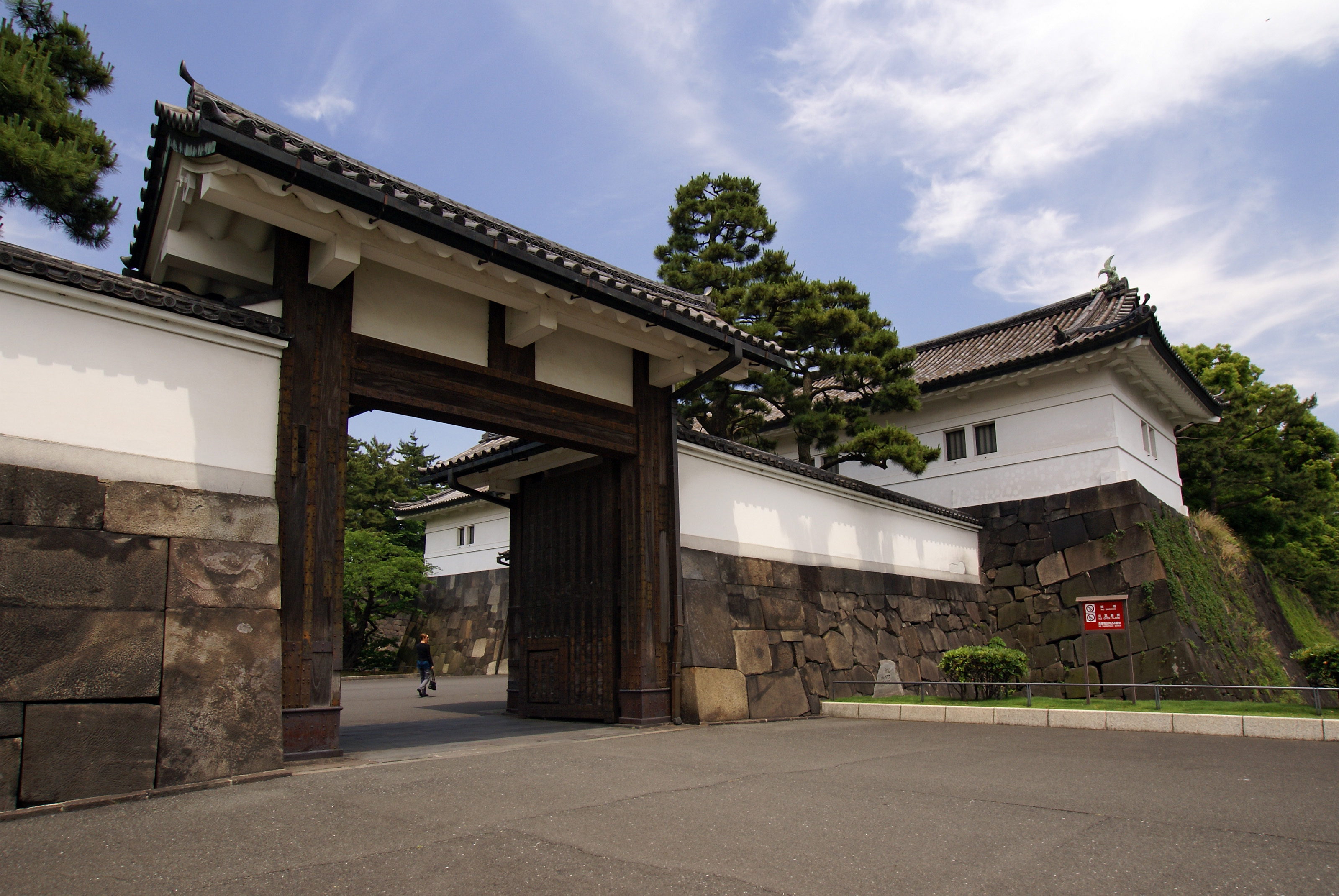
Ворота Сакурада сегодня

Инцидент у ворот Сакурада (яп. 桜田門外の変 Сакурада монгай-но хэн) — убийство главы японского правительства Ии Наосукэ оппозиционерами, произошедшее 24 марта 1860 года возле ворот Сакурада замка Эдо.

## История

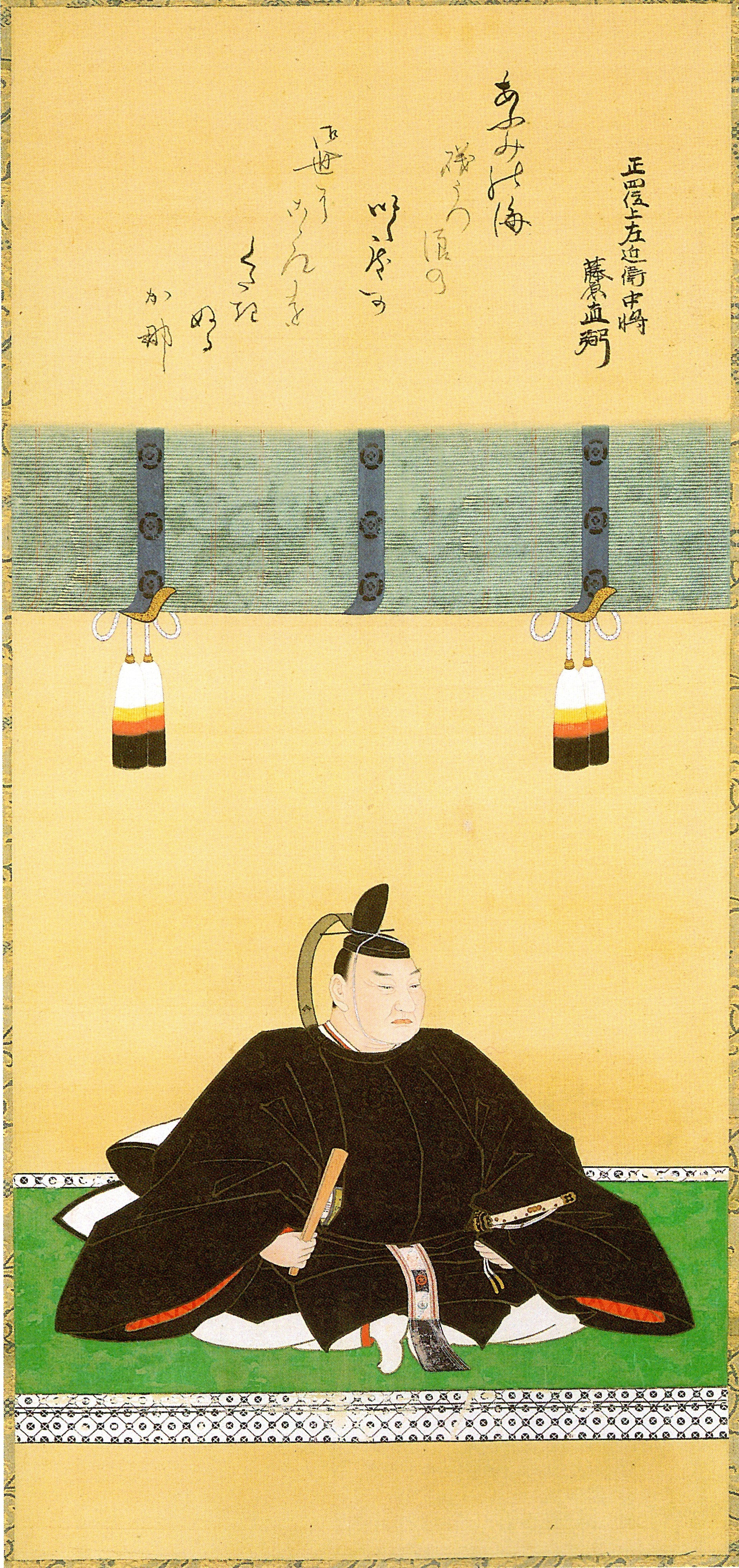
Ии Наосукэ

Причинами убийства было недовольство японских консерваторов политикой Ии Наосукэ, который силой сделал своего кандидата сёгуном, подписал неравноправные договоры с иностранными государствами и начал репрессии против оппозиции. В 1858 году самураи княжеств Сацума, Мито, Тёсю, Этидзэн и Инсю начали подготовку ликвидации «тирана». Особенно сильные антиправительственные настроения были в Сацуме и Мито, которые понесли наибольшие потери в ходе политических преследований.
В феврале 1860 года 18 самураев этих уделов, которые потеряли свои владения, заключили союз «За справедливость». 24 марта того же года они напали на колонну Ии Наосукэ за воротами Сакурада замка Эдо. Руководил нападением Сэки Тэцуносукэ. В его группу входили 17 выходцев из Мито — Окабэ Сандзюро, Сайто Кэммоцу, Сано Такэносукэ, Одзэки Тикаситиро, Хираока Нэнодзиро, Инада Дзюдзо, Морияма Сигэносукэ, Кайго Сакиносукэ, Куросава Тюсабуро, Ямагути Тацуносукэ, Сугияма Яитиро, Масико Кимпати, Хасуда Итигоро, Коибу Тиканамэ, Хироки Мацуносукэ, Мори Горокуро, а также выходец из Сацумы — Аримура Дзидзаэмон. Нападающие среди белого дня успешно уничтожили сопровождение колонны и зарезали организатора репрессий.
Согласно с «Целью убийства тирана» (яп. 斬奸趣意書), которую оппозиционеры написали перед инцидентом, их главным заданием было прекращение преследований и смена курса сёгуната, а не свержение правительства. Однако это убийство нанесло большой удар по престижу сёгуната и стало одной из причин падения правительства.